# Poročnik (Italija)
Poročnik (izvirno italijansko Tenente; okrajšava: Ten.) je častniški čin v uporabi pri Italijanski kopenski vojski, Italijanskem vojnem letalstvu, Korpusu karabinjerov in Finančni straži. V činovni hierarhiji Italijanske vojne mornarice mu ustreza čin podporočnika plovila. V sklopu Natovega STANAG 2116 spada v razred OF-2.
Nadrejen je činu podporočnika in podrejen činu stotnika.

## Oznaka čina
Prvotna oznaka čina je bila nameščena na spodnjem delu rokava (v sklopu s pomorsko tradicijo izkazovanja čina), nato pa so leta 1946 sistem oznak čina prilagodili Natovim standardom. Danes tako se uporabljata v kopenski vojski, vojnem letalstvu, karabinjerih in finančni straži dve različni oznaki čina:
- činovna vrvica na pokrivalu: enorebrna zlata vrvica z dvema prečnima črtama;
- naramenska (epoletna) oznaka: dve petkraki zvezdi.

Italijansko vojno letalstvo uporablja drugačno oznako čina in sicer: dve zlati črti s štirikotno pentljo na vrhu.
Alpini, gorski vojaki, na svojih značilnih pokrivalih (Cappello Alpino), uporabljajo posebno oznako čina: dva zlata in en vmesni črni obrnjeni V.
Galerija
- Činovna vrvica na pokrivalu
- Naramenska (epoletna) oznaka za službeno uniformo (kopenska vojska)
- Naramenska (epoletna) oznaka za službeno uniformo (vojno letalstvo)
- Naramenska (epoletna) oznaka za službeno uniformo (karabinjeri)
- Naramenska (epoletna) oznaka za službeno uniformo (finančna straža)
- Oznaka čina za Cappello Alpino